# Culturele geografie
De culturele geografie (ook wel cultuurgeografie) is een specialisatie binnen het brede werkveld van de sociale geografie, die bijzondere waarde hecht aan sociaal-culturele aspecten bij het analyseren en verklaren van ruimtelijke processen. Deze specialisatie heeft zich in de loop der jaren ontwikkeld uit de cultuur(landschaps)geografie van Otto Schlüter en Carl Ortwin Sauer.

## Begin 20e eeuw: Otto Schlüter
Otto Schlüter (1872-1959) zag het landschap als het centrale object van de geografie. Alles wat daar niet onder valt, bracht hij onder bij de politieke geografie. Het ging om het zichtbare landschap, dat volgens hem in feite een afspiegeling is van de cultuur van de menselijke groep. Hij maakte een onderscheid tussen 'cultuurlandschap' en 'natuurlandschap', hoewel het onderscheid tussen deze twee typen niet altijd eenvoudig aan te geven is. Mede dankzij het werk van Schlüter ontwikkelde het landschapsbegrip zich tot een van de centrale aandachtspunten in de Duitse geografie van de eerste helft van de twintigste eeuw.
Het landschapsbegrip vond om verschillende redenen een goede voedingsbodem, samenhangend met de toen heersende opvattingen en doelstellingen binnen de geografie. Nadat ook andere wetenschappelijke specialisaties zich met de bestudering van de relatie tussen de mens en de natuur bezig waren gaan houden, vonden geografen in het landschapsbegrip een nieuwe - eigen - houvast. Bovendien paste het landschapsbegrip in het geheel van wetenschapsfilosofische ideeën van dat moment, toen er veel aandacht was voor holistische begrippen als Ganzheit, Totalität, synthese en Gestalt. Ten slotte bood het landschapsbegrip de mogelijkheid 'historisch-genetisch' bezig te zijn. Dat wil zeggen dat men bij voorkeur probeerde het karakter van een landschap te 'verklaren' door een analyse van de oorsprong en ontwikkeling van dat landschap in de loop der eeuwen. In dit verband is ook de bijdrage van de historische geografie van belang geweest.
In het geheel van de cultuurlandschapsgeografie domineerde de bestudering van nederzettingsvormen, met name de ontstaanswijze, en de wijze waarop het landelijk gebied gebruikt werd. Eerst aan het einde van de jaren dertig van de 20e eeuw kreeg men meer belangstelling voor de functionele aspecten van nederzettingen in relatie tot het omringende verzorgingsgebied. Daar lag de kiem voor een totaal andere benadering van de geografische onderzoeksvragen zoals die vorm kreeg in de theorie van de centrale plaatsen van Walter Christaller.

## 1925-1970: Berkeley School
Niet alleen in Duitsland heeft de cultuurlandschapsgeografie veel bijval gevonden, maar ook in de Verenigde Staten kreeg ze veel aanhangers. Een belangrijke rol in de ontwikkeling van de landschapsgeografie was hier weggelegd voor Carl Ortwin Sauer (1889-1975) en de Amerikaan van Nederlandse afkomst Jan O.M. Broek (1904-1974). Sauer vond dat geografen zich moesten concentreren op het landschap. De basis voor zijn visie op de geografie is te vinden in zijn oratie The morphology of landscape uit 1925, uitgesproken bij de aanvaarding van zijn aanstelling aan de Universiteit van Californië in Berkeley.
Het ging Sauer er om via een reconstructie van de opeenvolgende fasen van de landschapsontwikkeling inzicht te krijgen in de huidige verschijningsvorm. Jan Broek onderzocht bijvoorbeeld de veranderingen in het landschap van de Santa Clara Valley in het westen van de Verenigde Staten vanaf de kolonisatie van dit gebied door de Spanjaarden en Mexicanen aan het einde van de 18e eeuw. Het cultuurlandschap is volgens Sauer als het ware de ruimtelijke expressie van de menselijke activiteit. Daarbij maakte hij in principe geen onderscheid tussen natuurverschijnselen en cultuurverschijnselen. Zowel veranderingen in het klimaat als die in vegetatie werden in de analyse meegenomen naast de werken van de menselijke groep. Sauer had grote belangstelling voor de verscheidenheid in cultuurhistorie en geografie van een bepaald gebied. Hij had weinig waardering voor verschijnselen als industrialisatie en verstedelijking, omdat daardoor de harmonische gegroeide verscheidenheid in het cultuurlandschap werd bedreigd.
Sauers sterke persoonlijkheid leidde tot schoolvorming: de Berkeley School. Belangrijk in het wetenschappelijk werk van de Berkeley School is het in kaart brengen van de spreiding van allerlei cultuurverschijnselen, zoals landbouwtechnieken, bouwvormen, religies, dialecten, feesten et cetera. In feite ligt hier het begin van de zogenaamde (innovatie) diffusiestudies, die later in de sociale geografie van de jaren zestig en zeventig van de 20e eeuw veel aandacht kregen.
In de periode 1960-'70 kwam er steeds meer kritiek op de opvattingen van de aanhangers van de Berkeley School. Men verweet de Berkely School dat zij de vorming van het landschap te veel zag als het resultaat van cultuur als een abstract verschijnsel in plaats van een gevolg van menselijke beslissingen. Mensen werden te veel gezien als passieve dragers van een cultuur, als pionnen in de loop van de geschiedenis. Bovendien vonden de critici dat er te weinig aandacht was voor de invloed van economische en politieke structuren en te veel aandacht voor niet-stedelijke ruimten.

## Eind jaren tachtig: Culturele geografie
Aan het einde van de jaren tachtig van de 20e eeuw onderging de sociale geografie andermaal ingrijpende veranderingen. Deze veranderingen staan nu bekend als de 'cultural turn': de groeiende betekenis van sociaal-culturele aspecten bij het analyseren en verklaren van ruimtelijke processen. Er was een gevoel van onvrede ontstaan over de radicale en neo-marxistische benaderingen. Men zocht naar een aanpak die de beperkingen van het materialistische determinisme kon overstijgen (zoals bij de maatschappijkritische geografie) en die tegelijk theoretisch rijker was dan de benaderingen binnen de humanistische geografie.
Toch kan niet worden gesproken van een gebundelde krachtsinspanning binnen de sociale geografie om tot een andere aanpak te komen. De onvrede kwam tot uiting op verschillende deelterreinen van de sociaal-wetenschappelijke praktijk. Wat gemeenschappelijk was, was het wantrouwen in het bestaan van een algemeen geldende theorie, een 'grand theory'. Men geloofde niet meer dat er één type oplossing was voor de maatschappelijke problematiek en men erkende de aanwezigheid van verscheidenheid aan problemen én oplossingen in de samenleving (zie postmodernisme). De cultuurgeografen van tegenwoordig houden zich bezig met de ruimtelijke dimensie van cultuur in de ruimste zin van het woord. Landschappen worden gezien als onderdeel van een vaak omstreden maatschappelijke orde en van een bepaald stelsel van waarden en normen.
Interessant is de aandacht voor de postmoderne meervoudigheid van het begrip 'cultuur'. Het gaat niet alleen om elitaire cultuur (de hoge cultuur), maar evenzeer om popcultuur, massacultuur, jeugdcultuur. Het gaat dus niet alleen om betekenissen die door de elite worden gegeven aan de ruimte, maar ook en vooral om de manier waarop minderheden de ruimte beleven. Feministisch georiënteerde onderzoekers wijzen bijvoorbeeld op de verschillende wijzen waarop mannen en vrouwen ruimten in de stad ervaren en beleven. Ruimten (landschappen) zijn niet neutraal maar een afspiegeling van dominante machtsrelaties in de samenleving.
De moderne cultuurgeograaf heeft veel aandacht voor macht. Het gaat niet alleen over macht in politieke zin, maar in het algemeen over de zeggenschap die groepen over delen van de ruimte willen hebben. Zo kan een onderscheid worden gemaakt tussen ruimten die geschikt geacht worden voor geconformeerd gebruik versus ruimten waar het non-conformisme zich wil manifesteren (zie de discussie over plaats en gebruik van hangplekken in stedelijke gebieden). Vanuit de aandacht voor de factor macht in de stedelijke ruimte wordt er ook weer gekeken naar het landschap. Zo publiceerde Sharon Zukin in 1991 Landscapes of power waarin ze duidelijk maakt hoe economische praktijken hun stempel drukken op het hedendaagse landschap (Disneyland, shopping malls, industrieterreinen). Ook toerisme is een economische factor met een landschapstransformerende macht. Voorbeelden daarvan zijn te vinden langs de kust van tal van landen.
Binnen de nieuwe culturele geografie wil men de manier waarop landschappen worden weergegeven ter discussie stellen. Landschapsgeografen wenden zich hiervoor tot bijvoorbeeld de literatuurwetenschap of de semiotiek om te analyseren hoe het landschap 'gelezen' moet worden. In dit kader is er ook een groeiende aandacht voor het 'ruimteloos' (footloose) raken van economische en sociaal-culturele activiteiten waarbij oorspronkelijke lokale bindingen verloren gaan. Aan de Spaanse Costa’s verschijnen 'echte' Hollandse cafés, om maar een voorbeeld te geven.